# Wabush
Wabush is een plaats en gemeente (town) in de Canadese provincie Newfoundland en Labrador. De plaats ligt vlak bij de grens met Quebec en grenst aan Labrador City. De voornaamste inkomstenbron van Wabush is het ontginnen van ijzererts. In de gemeente ligt de Wabush Airport.

## Geschiedenis
Rond 1960 werd het mijnwerkersdorp Wabush te midden van de Labradorse wildernis opgericht om er de rijke ijzerertslagen te kunnen ontginnen. In 1967 werd het dorp een gemeente met het statuut van local improvement district (LID). In 1980 werden LID's op basis van The Municipalities Act als bestuursvorm afgeschaft, waarop de gemeente automatisch een town werd.

## Geografie
De dorpskern van Wabush ligt net ten zuidoosten van die van Labrador City. De twee kernen worden van elkaar gescheiden door Little Wabush Lake en de zuidelijke uitloper van het enorme Wabush Lake. Via de amper 100 m brede connectie tussen beide meren maakt de Trans-Labrador Highway (NL-500) de connectie tussen beide kernen.
Het ruim 42 km² metende grondgebied van Wabush is ongeveer L-vormig. Het circa 14 km² grote noordoostelijke gedeelte bestaat uit de aan provinciale route 503 gelegen dorpskern, de lokale luchthaven en het westelijk gelegen meertje Jean Lake. Bij de zuidrand van Jean Lake connecteert het gemeentelijke grondgebied met een ruim dubbel zo groot zuidwestelijk deel. Dat gedeelte is behalve een enkele weg en beperkte kampeerfaciliteiten volledig onbebouwd.

## Demografie
Wabush is met bijna 2000 inwoners de derde grootste plaats in de regio Labrador. Tezamen met het aangrenzende Labrador City  vormt het "Labrador West", een bewoningskern die met bijna 9400 inwoners de grootste van Labrador is.
De plaats kende sinds haar oprichting vijftien jaar lang een explosieve bevolkingsgroei die in 1976 culmineerde in een inwonertotaal van ruim 3700. In de decennia erna halveerde de bevolkingsomvang van de plaats, met een dieptepunt van 1.739 inwoners in 2006. Sindsdien is de situatie gestabiliseerd en is er opnieuw een zeer voorzichtige groei.
| Demografische ontwikkeling van Wabush tussen 1961 en 2021                  |
| -------------------------------------------------------------------------- |
|                                                                            |
| Bron: Statistics Canada (1961–1986, 1991–1996, 2001–2006, 2011–2016, 2021) |

### Taal
In 2021 hadden 1.875 inwoners van Wabush het Engels als moedertaal (95,5%); vrijwel alle anderen waren die taal machtig. Hoewel slechts 75 mensen (3,8%) het Frans als moedertaal hadden, waren er 255 mensen die die andere Canadese landstaal konden spreken (13,0%). Zo'n 45 mensen waren een andere taal dan het Engels of het Frans machtig.